# Filature des Aulnes
La filature des Aulnes est une filature située dans la ville de Fraize, dans les Vosges en région Grand Est.

## Histoire

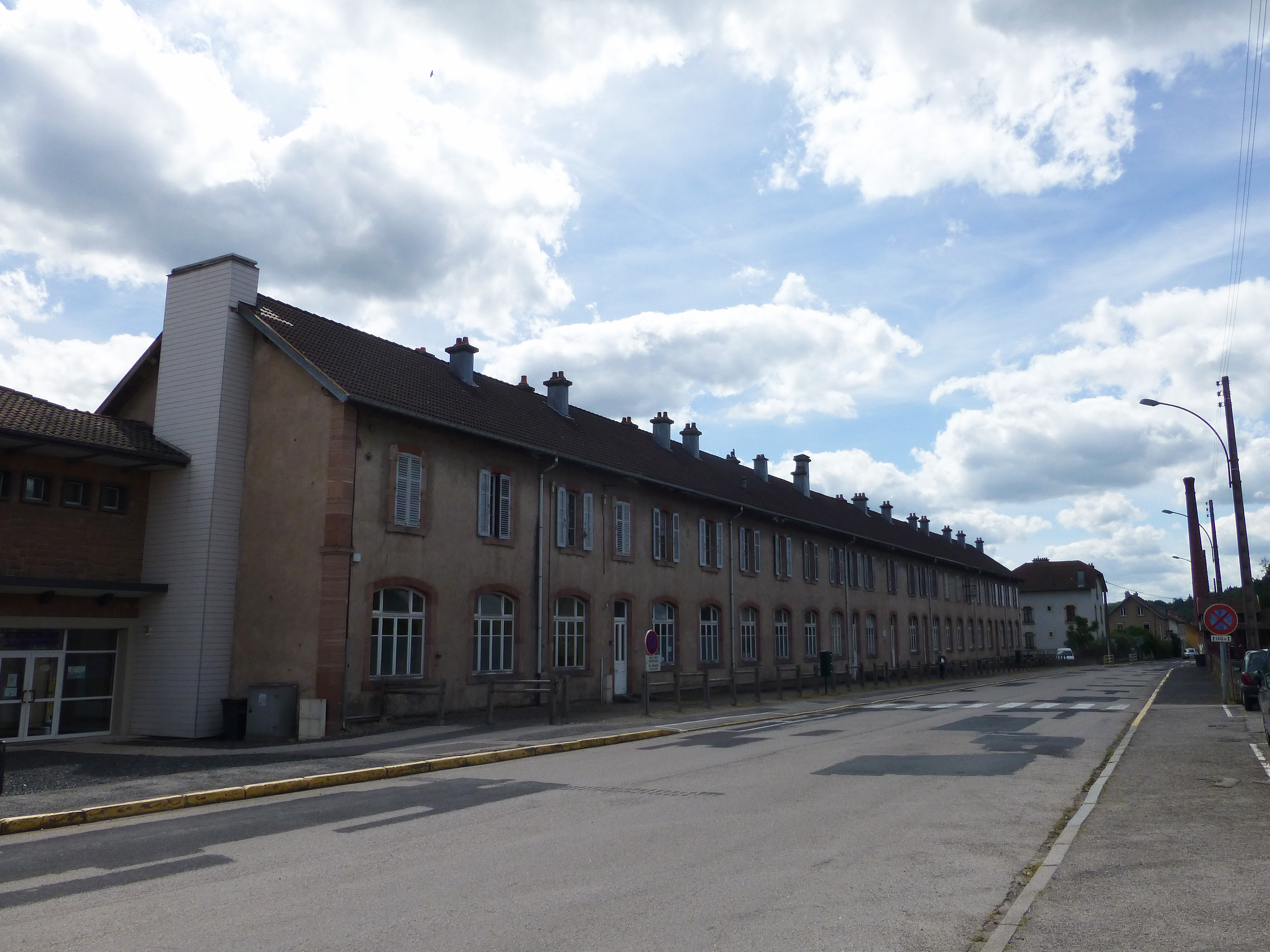
Cité ouvrière, rue des Aulnes.

Elle fut construite en 1891 par la société Géliot créée en 1835 qui est aux premiers rangs des firmes textiles des Vosges, l'édifice comporte 458 métiers de 58 000 broches. La filature comprend deux machines à vapeur et utilise 800 ouvriers, elle va convertir le hameau en petit bourg industriel.
Le site détient une pompe Underwriter qui fournissait l'eau du système de protection automatique contre l'incendie qui été installée dans la filature. 
L'ancienne filature des Aulnes, sise 14, chemin des Aulnes avec l'ancien bâtiment des machines avec les deux cloches d'alarme, les pompes alimentant le système de protection contre l'incendie qui s'y situent et leur système de pompage (tuyauterie, galerie et puits maçonnés) ainsi que la cheminée de l'ancienne filature sont inscrits au titre des monuments historiques par arrêté du 7 mai 2015.